# Svea kanal

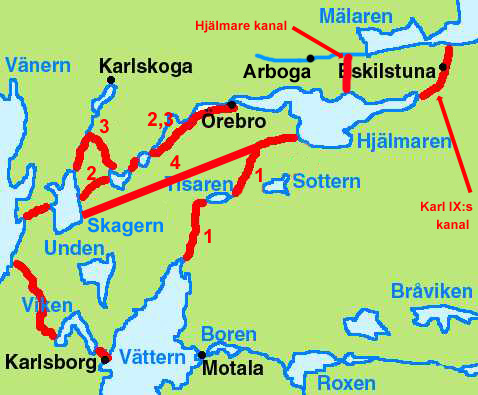
Olika sträckningar för Svea kanal. Se texten. Modifierat, med tillstånd, efter Bosse Arnholm.

Svea kanal var ett kanalprojekt som aldrig genomfördes. Tanken var att förbinda Östersjön med Kattegatt med en kanal genom Mälaren, Hjälmaren och Vänern i Svealand i mellersta Sverige. Redan på 1500-talet var frågan aktuell och så sent som 1999 utreddes frågan efter en riksdagsmotion (se nedan).

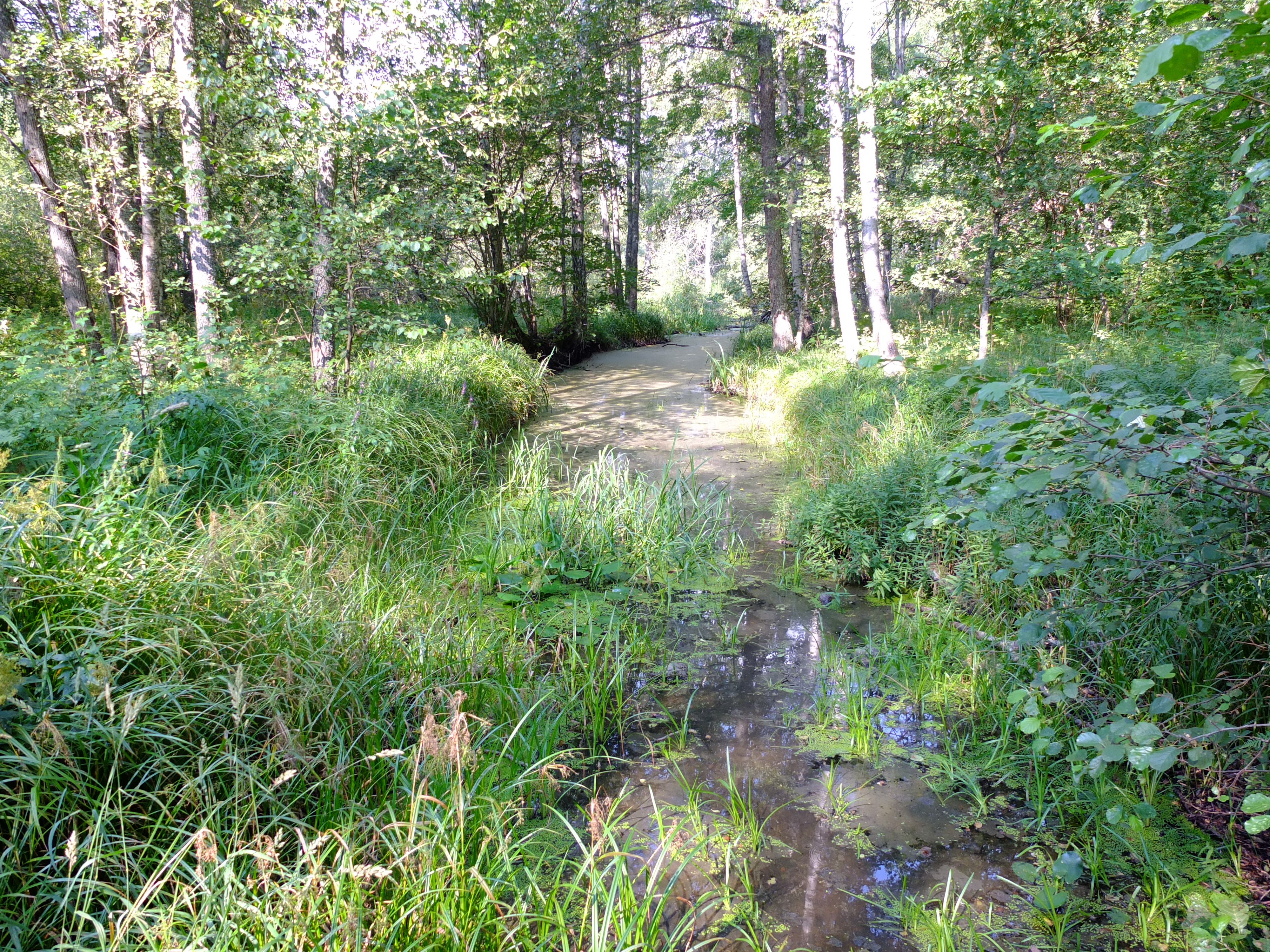
Rest av Karl IX:s kanal vid Skjulsta, Eskilstuna.

## 1500-tal: Karl IX:s kanal
Tanken på en kanal genom Svealand omhuldades genom flera sekel. Idén framträder troligen första gången i en av Gustav Vasas framställningar till ständerna den 25 juli 1526, rörande handeln på Sveriges hamnar, där han framkastar tanken att 
| ”             | genom en graf förena Vänern med Hjälmaren och denna åter med Mälaren, i den händelse den å, som sammanbinder dessa senare sjöar, skulle befinnas för trång | „ |
| – Gustav Vasa | |   |

Några vidare åtgärder för att förverkliga projektet vidtog dock inte Gustav Vasa. Intresset för farleden fortlevde emellertid alltjämt hos de följande regenterna. Erik XIV förklarade sig ämna uppta en genväg för sjöfarten mellan Stockholm
och Älvsborg för att på så sätt möta hotet att kungen av Danmark kunde komma att stänga till Öresund för skeppsfarten från och till Östersjön. Även Karl IX skall ha umgåtts med planen att öppna en segelled emellan Mälaren och Vänern. Ett första steg tog han genom kanaliseringen av Eskilstunaån. Den stod klar 1610, men fungerade endast under cirka 20 år.
Karl IX lät även anlägga den så kallade Karls grav förbi fallen vid Vargön och Önafors i Göta älv. Sträckan fram till Trollhättan blev dock inte klar förrän 1752, och först år 1800 blev Trollhätte kanal färdig i sin helhet, vilket innebar att det gick att segla mellan Vänern och Kattegatt.

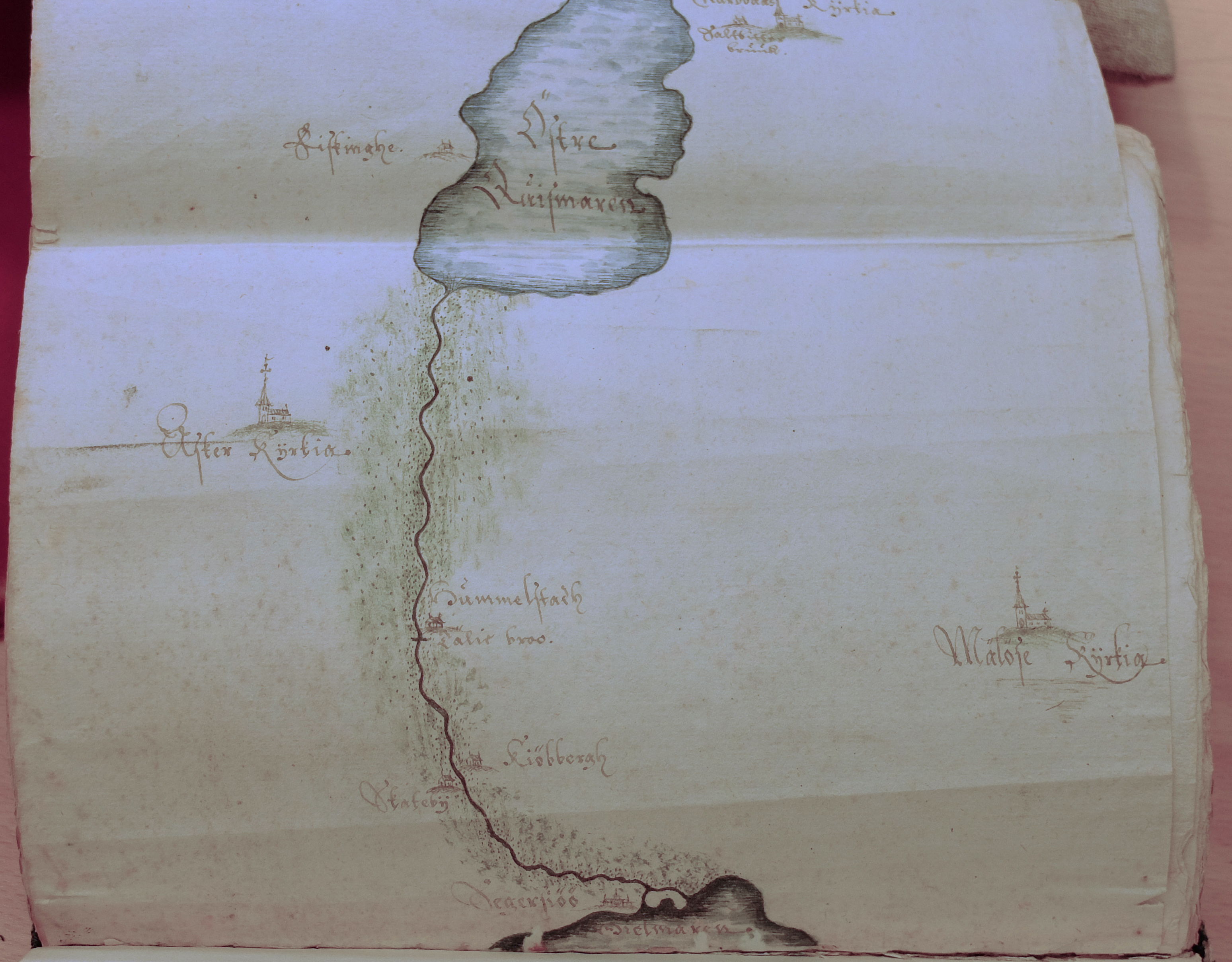
Del av sträckningen av Svea kanal såsom man tänkte sig dess dragning i början av 1600-talet. Denna del visar sträckan mellan Övre Kvismaren (dagens Fågelsjön) och Hjälmaren.

## Tidigt 1600-tal: Tisaren
Ett ytterligare steg mot farledstankens förverkligande togs av Gustav II Adolf, som 1629 lät påbörja anläggandet av en annan och bättre farled mellan Mälaren och Hjälmaren, det så kallade Hjälmare slussverk. Till sin nordligaste del ligger detta något väster om den nuvarande Hjälmare kanal. I syfte att utsträcka den förbindelsen till Vänern lät Axel Oxenstierna genom sin svåger, rikskammarrådet Karl Bonde, landshövding i Närke och Bergslagen, 1637 undersöka trakten mellan Vättern och Hjälmaren. 
Undersökningen resulterade i en odaterad karta, där en tänkbar vattenled finns utmarkerad med följande sträckning: Vättern – Åmmelången – Fågelsjön – Skiren – Tibon – Bladsjön – Tisaren – Långviken – Gårdsjön – Kumlaån – Mosjön – Täljeån – Hjälmaren. (Se väg 1 på kartan.) Ett problem med denna sträckning är den stora höjdskillnaden mellan Närkeslätten, som ligger 40-50 meter över havet, och Tylöskogens höjder, där Gårdsjön ligger på 119 meter över havet. Kanal och slussar hade svårligen kunnat grävas med den tidens teknik. Dessutom hade vattentillgången för kanalens försörjning varit svårlöst.
I projektet ingick även att från Hjälmaren, via Lången dra en kanal upp till Järle - Järle kanal, för att järntransporterna till lands skulle kunna förkortas. Av denna anledning fick även Järle stadsrättigheter år 1642.

## Sent 1600-tal: Toften, Skagern
Vägen mellan Vättern och Hjälmaren övergavs vid nästa undersökning, som skedde 1671 på initiativ av Karl XI:s förmyndarregering. Denna gång ville man från Hjälmaren följa Svartån upp till Toften och därifrån söka sig i direkt riktning genom Skagern fram till Vänern. I huvudsak samma sträckning följdes vid den förnyade undersökning, som Karl XI, troligen uppmuntrad av Olof Rudbeck, lät verkställa 1688. Även Karl XII ivrade för kanalens anläggande och utsände Christopher Polhem och Emanuel Swedenborg att undersöka möjligheten för dess genomförande. Se väg 2 på kartan.

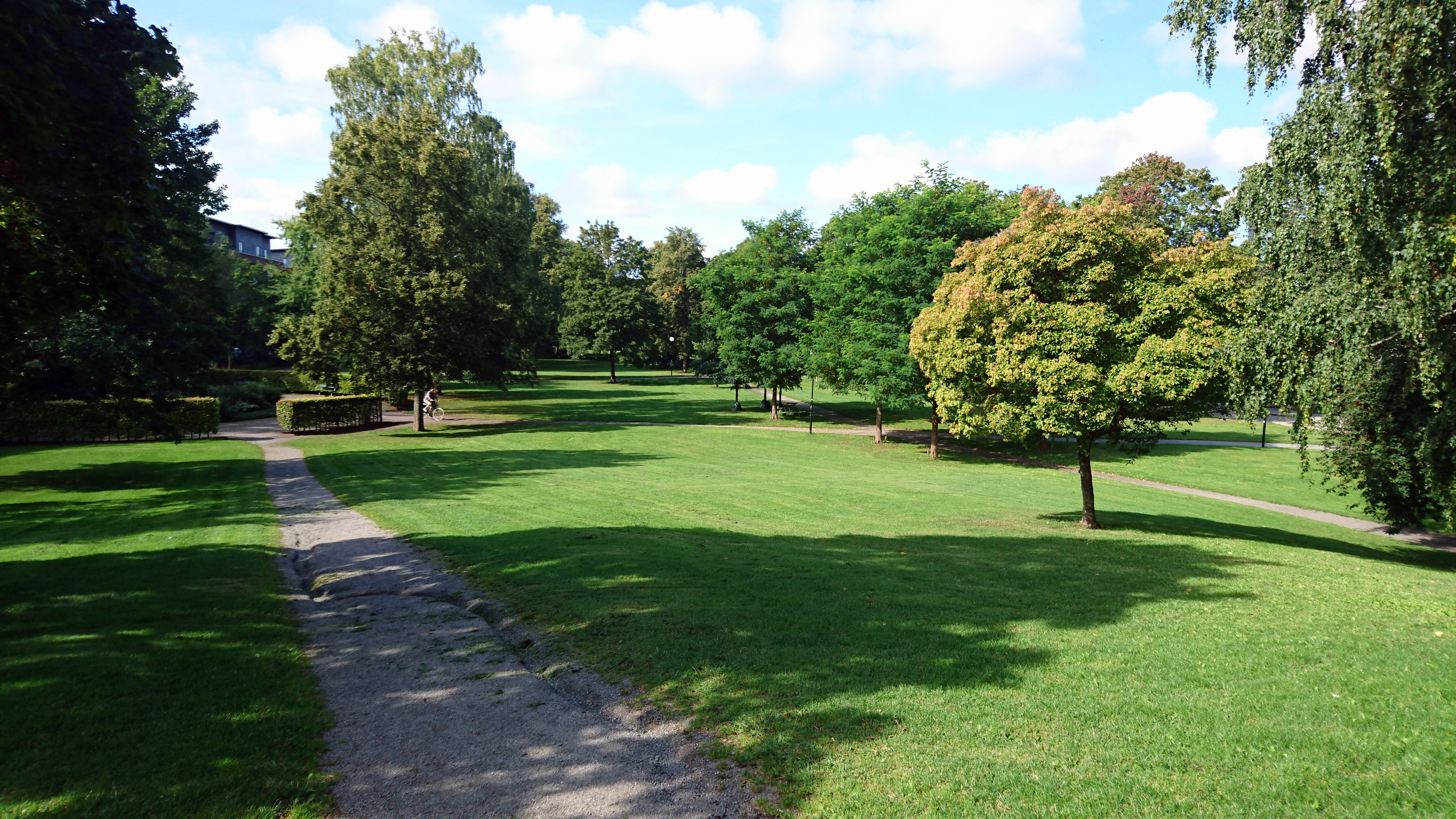
I Örebro tillskapades ett reservat för kanalens framdragande, vilket framgår av 1844 års stadskarta. Den cirka 500 meter långa och 50 meter breda Sveaparken är idag en rest av reservatet.

## 1800-tal: Toften, Letälven, Skagern
Under det tidiga 1800-talet koncentrerades farledsintresset för byggnationen av Trollhätte kanal och Göta kanal samt för ombyggnad av Hjälmare kanal. Sedan dessa arbeten avslutats (omkring 1830), väckte man åter tanken att förbinda Vänern med Mälaren, med användande av den redan färdiga Hjälmare kanal. I början av 1840-talet uppdrog handelshuset Broms i Örebro åt överstelöjtnanten Johan Edström att verkställa erforderliga undersökningar, varvid Edström följde Svartån till sjön Teen och vidare till Toften och Stor-Björken samt längs Letälven till Skagern och ut till Vänern vid Otterbäcken. I Edströms undersökning förekommer namnet Svea kanal för första gången. Undersökningen visade att det var ekonomiskt möjligt att utföra arbetet. Vidare visades att det erforderliga slussningsvattnet förhållandevis lätt kunde erhållas. Edströms förslag blev visserligen föremål för diskussioner i riksdagen, men ledde lika litet som tidigare förslag till någon vidare åtgärd. Förslaget lämnade dock spår såtillvida, att den projekterade Svea kanal finns inritad på 1844 års stadskarta över Örebro. Kanalen var tänkt att gå fram ungefär där Sveaparken ligger idag. Se väg 3 på kartan.
Baltzar von Platen, Göta kanals skapare, var f.ö. en av de häftigaste motståndarna till byggandet av en Svea kanal:

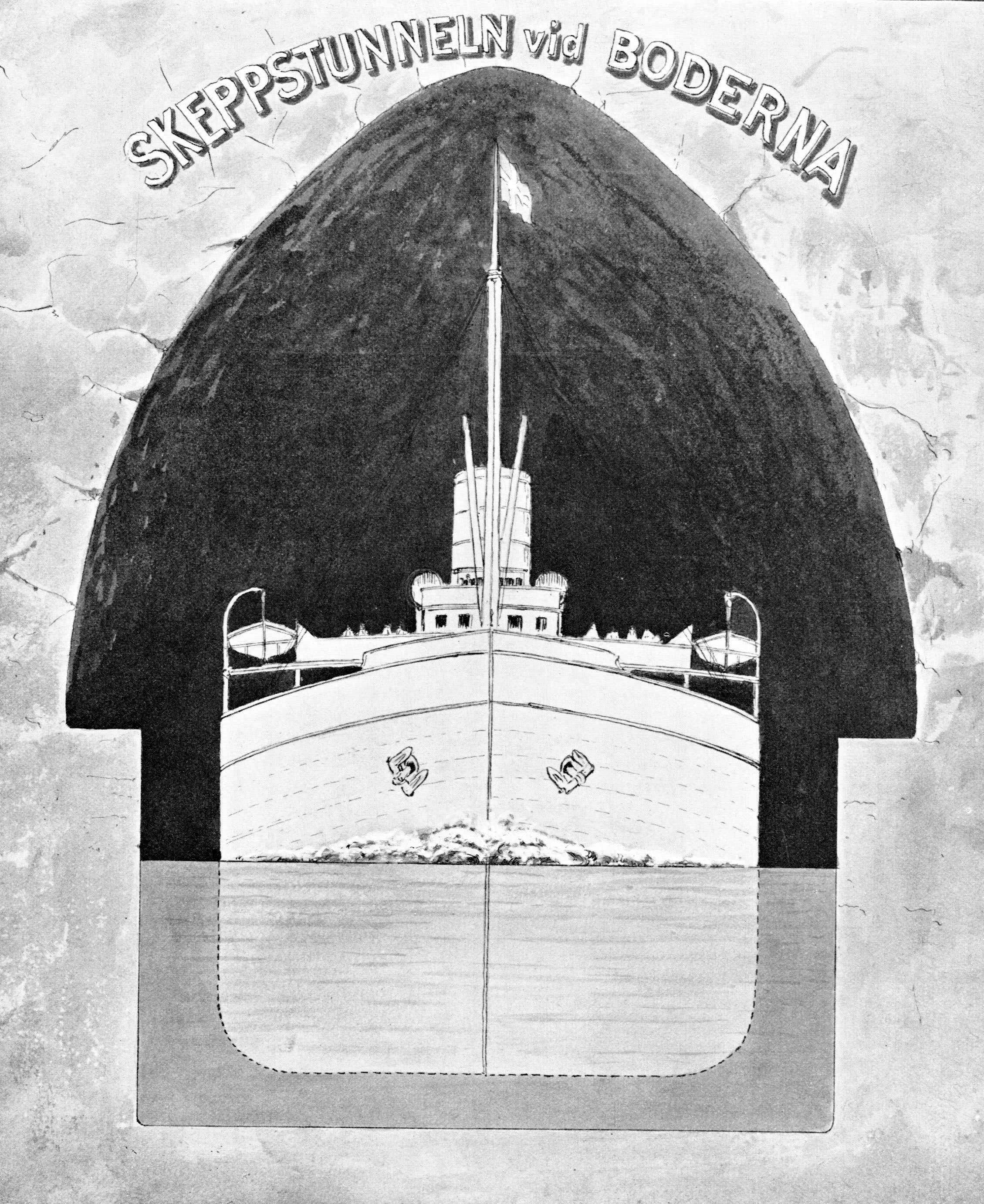
Mynningen på den planerade skeppstunneln genom Tivedens högsta del. "Boderna" ligger vid Borasjöns norra ände. Ur kommendör C.C. Engströms förslag.

| ”                                                                | Gärna lämnar jag åt vilken som helst, att genom Svartälven och andra älvars rensande, som aldrig med bestånd kan göras, - eller med sandåsars genomgrävande som nästan icke kan verkställas, - eller genom vattens anskaffande på höjder, där nästan intet vatten finns; att med alla dessa storverk skaffa en kanal genom Karlskoga bergslager. | „ |
| – Baltzar von Platen: Avhandling om Canaler genom Sverige (1806) | |   |

## Tidigt 1900-tal: Tiveden
Under 1800-talets senare hälft, då Sverige liksom många andra länder koncentrerade sig på byggandet av järnvägar, låg intresset för Svea kanal, liksom för andra inre vattenvägar överhuvudtaget nästan nere. Köping-Hults Järnväg, Sveriges första järnvägsprojekt - som dock aldrig fullbordades - var tänkt att fungera som en länk mellan Mälaren och Vänern. Till viss del skulle en sådan järnväg kunna ersätta en kanal.
Kring sekelskiftet 1900 kom frågan om Svea kanal upp igen. Kommendören Christian Engström presenterade en utredning publicerad i en broschyr utgiven år 1908. Här drog han upp grandiosa planer. Han ansåg att kanalen borde byggas som genomfartsled för havsgående fartyg med 8 m djupgående, motsvarande 10 000 ton. Engströms utredning var inte byggd på vare sig tekniskt eller ekonomiskt realistiska förutsättningar, men hade värde som en entusiastisk väckelseskrift. Engströms kanal började vid Segersjö, passerade Närkeslätten vid Kvarntorp, Hallsberg och Vretstorp. Den passerade Tiveden väster om Laxå, och mynnade i Skagern vid Skagersholm.  Se väg 4 på kartan.
I det engströmska förslaget ingick en 5–7,5 kilometer lång tunnel, 30 m hög och 26 m bred, under Tivedens högsta del (cirka 154 meter över havet). Den östra tunnelmynningen skulle vara placerad vid Borasjön (105 m ö.h.), nära Ramundeboda kloster och E20, den västra mynningen norr om Finnerödja, nära Skagersholm. Alternativet till en tunnel var ett 60 meters djupt schakt genom Tiveden, för att på så sätt komma i nivå med Skagerns ytnivå (68 m ö.h.). Då skulle man behöva schakta bort 42 692 000 m³, vilket är fem gånger schaktmassorna när hela Göta kanal byggdes. Anledningen till detta var att det inte gick att få fram tillräckligt med vatten som kunde försörja en kanal över de högsta delarna av Tiveden, utan man var tvungen att låta kanalens vattenyta ligga i nivå med Skagerns.
En förnyad översiktlig undersökning verkställdes 1909 av kaptenen I. Peterson och civilingenjören S. Vinberg på uppdrag den kungliga kanalkommission, som hade till uppgift att föreslå en förbättrad farled mellan Vänern och Kattegatt. Utredningen visade att kostnaderna för en Svea kanal, från Vänern till Stockholm, var för 10 m vattendjup omkring 310 milj kr, för 8 m djup omkring 200 milj. kr, för 6 m. djup omkring 130 milj. kr samt för 3 m djup omkring 66 milj. kr.
Efter utredningen kom kommissionen till slutsatsen att det inte var nationalekonomiskt berättigat att anlägga en vattenväg mellan Östersjön och Kattegatt för stora, havsgående fartyg. Inte heller ur försvarshänsyn kunde detta motiveras. Möjligen kunde en kanal med ett djup av 3 m försvaras kommersiellt. Utredningen var tillsatt för att undersöka om en kanal överhuvudtaget kunde byggas. Ännu år 1918 arbetade den kungliga kanalkommissionen, men torde ha avslutat arbetet kort därefter.

## Sent 1900-tal
År 1964 motionerade Torsten Andersson (C) i Brämhult och Dag Edlund (M) i Västerås om en näringspolitisk utredning för en Svea kanal.
I oktober 1999 motionerade folkpartisterna Helena Bargholtz och Kenth Skårvik i Sveriges riksdag om en ny utredning angående Svea kanal. Man hänvisade bland annat till att 95 procent av svensk import och export går sjövägen (inkl bil- och tågfärjor, före Öresundsbrons öppnande). Vidare att flera europeiska länder satsat stort på kanalbyggen och kanalutvidgningar de senaste decennierna. Man hänvsade också till att sjötransporter är ett miljövänligt transportalternativ. Regeringen gjorde emellertid den bedömningen att några nya kanalprojekt inte var aktuella, bland annat med hänsyn till de höga kostnader som var förknippade med sådana projekt.

### Webbkällor
- Om kanalprojektet på Bosse Arnholms webbplats.